# Geschiedenis van Liberia
Dit artikel gaat over de geschiedenis van Liberia vanaf de 19e eeuw tot het heden.

## Ontdekkingsreizigers (1461-1800)
Historici geloven dat de eerste inwoners het gebied dat nu bekendstaat als Liberia, tussen de 12e en 16e eeuw vanaf het noorden en oosten het gebied binnentrokken. De eerste Europeanen die het gebied aandeden waren de Portugezen in 1461. Zij gaven het de naam Costa da Pimenta (Peperkust). In 1602 bouwden de Nederlanders een handelspost bij Grand Cape Mount, maar verlieten deze een jaar later alweer. In 1663 begonnen de Engelsen met de bouw van verschillende handelsposten.

## Emigratie van Amerikaanse slaven naar Afrika (1800-1847)

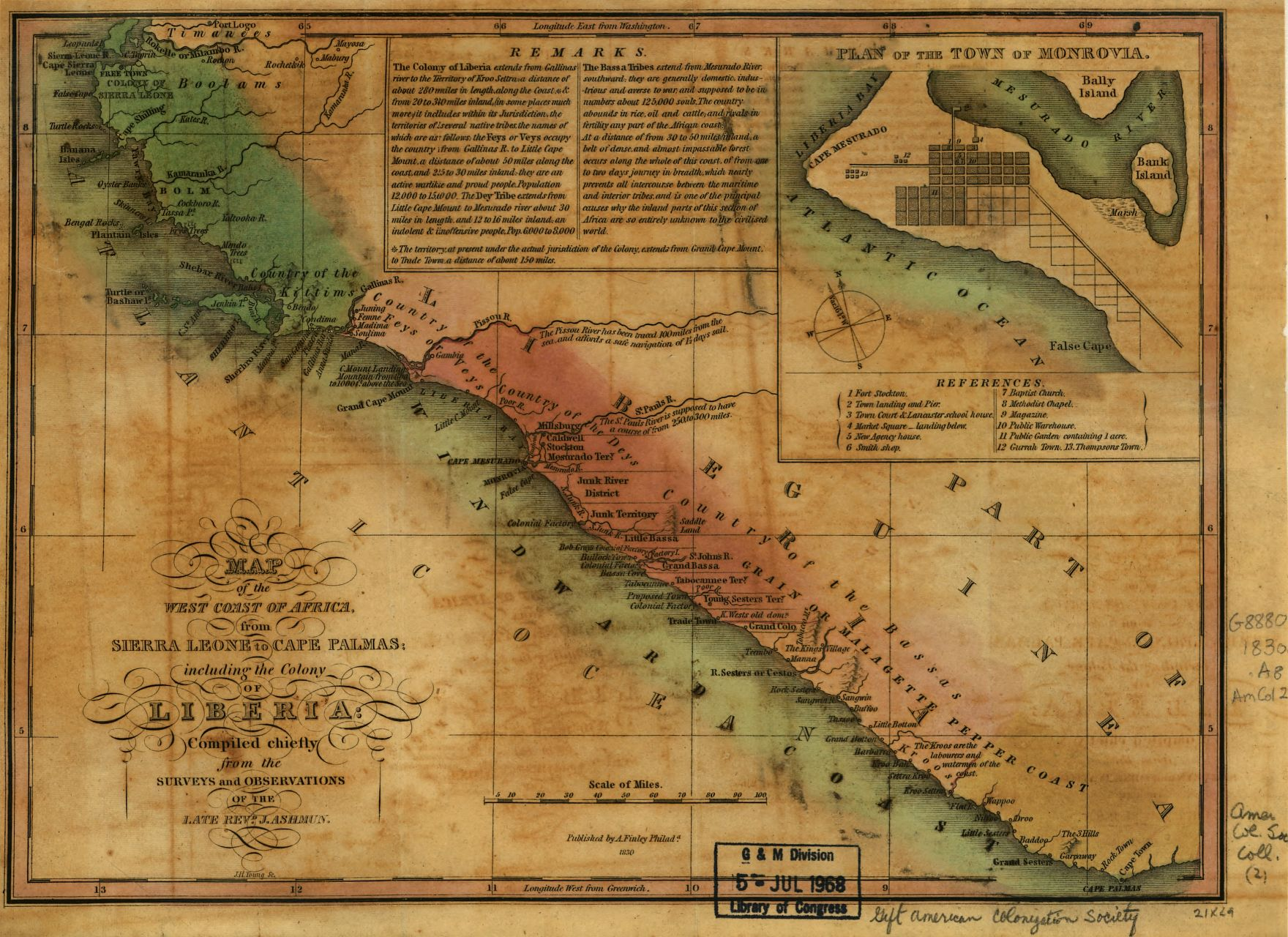
Kaart van Liberia uit 1830

Vanaf ongeveer 1800 was er in de Verenigde Staten een discussie op gang gekomen tussen verschillende abolitionisten en slavenhouders om in Afrika een kolonie te stichten voor vrijgelaten slaven van Afro-Amerikaanse afkomst. Veel blanken geloofden namelijk dat vrijgelaten Afro-Amerikanen niet in staat waren succesvol deel te nemen aan de Amerikaanse maatschappij. Sommigen beschouwden hen fysiek en mentaal als inferieur aan het blanke ras. Anderen geloofden dat de alom overheersende vooroordelen en discriminatie zouden voorkomen dat de Afro-Amerikanen succesvol zouden integreren. Thomas Jefferson was onder diegenen die voorstelden om voor hen een kolonie te stichten in Afrika zelf.
Vanaf 1783 groeide het aantal vrije zwarten in de Verenigde Staten snel, als gevolg van de inzet van baptisten, quakers en andere abolitionisten. Steeds meer (noordelijke) staten schaften de slavernij af. Tussen 1790 en 1800 verdubbelde het aantal vrijgelaten slaven tot boven de honderdduizend. In Virginia werden in 1800 en 1802 twee slavenopstanden bloedig neergeslagen. Onder slavenhouders groeide de vrees dat vrije Afro-Amerikanen de slaven ertoe zouden aanzetten om in opstand te komen of weg te lopen. Veel slavenhouders waren de vrije Afro-Amerikanen dus liever kwijt dan rijk.
Vanaf 1787 was de Britse regering begonnen met een emigratieprogramma om (nakomelingen van) voormalige slaven naar Freetown, tegenwoordig de hoofdstad van Sierra Leone. De welvarende Amerikaanse scheepsmagnaat Paul Cuffee sloot zich aan bij dit initiatief. In 1816 bekostigde hij de reis van 38 Afro-Amerikanen naar Freetown. Met zijn dood in 1817 eindigde dit initiatief, maar hij had er wel mensen mee op een idee gebracht. Charles F. Mercer, een politicus uit Virginia, en de presbyteriaanse predikant Robert Finley stonden in 1817 aan de basis van de American Colonization Society (ACS). Zij wilden zwarten helpen bij de terugkeer naar Afrika. Op 6 februari 1820 vertrok de Mayflower of Liberia vanuit de haven van New York naar Afrika. Aan boord waren 86 bevrijde zwarte slaven. De ACS kocht van een inlandse koning Cape Mesurado, een strook land van ongeveer 60 kilometer vlak bij het hedendaagse Monrovia. Vanaf het begin hadden de nieuwe inwoners van het land te maken met aanvallen van verschillende plaatselijke stammen en leden veel door het harde klimaat en gebrek aan medicijnen en voedsel,
Tot 1835 werden door verschillende Amerikaanse genootschappen en de Amerikaanse overheid nog zes nederzettingen in het gebied gevestigd, soms met gebruik van geweld. In 1838 voegden deze koloniën zich samen in het Gemenebest van Liberia. De hoofdstad werd Monrovia, genoemd naar de Amerikaanse president James Monroe. De nakomelingen van slaven kwamen bekend te staan als Ameriko-Liberianen. Zij waren vaak van raciaal gemengde afkomst. Zo hadden veel van hen Europees bloed. Zij verschilden qua opleiding, religie en cultuur zodanig van de inlandse bevolking dat zij zich daar niet mee konden identificeren.

## Onafhankelijkheid (1847)
De Amerikaanse kolonie kreeg langzaamaan steeds meer zelfbestuur. In 1841 trad Joseph Jenkins Roberts, de eerste zwarte gouverneur, aan. In diezelfde periode was de ACS praktisch failliet. Zij zette daarom de Ameriko-Liberianen ertoe aan om de onafhankelijkheid uit te roepen. In 1847 deden zij dat ook. Roberts werd de eerste president.  Op dat moment woonden er ongeveer 3000 (nakomelingen van) voormalige slaven in Liberia. Zij maakten daarmee 5 procent van de bevolking uit, maar hadden wel alle cruciale posities in handen. Dat lukte doordat zij meer moderne middelen tot hun beschikking hadden, een hoger niveau van scholing en waardevolle banden met een groot aantal Amerikaanse instituties, waaronder de Amerikaanse overheid.

## Onderdrukking van de lokale bevolking (1847-1914)
De meeste Ameriko-Liberianen geloofden net als veel Amerikanen en Europeanen in die tijd in de religieuze superioriteit van het protestantse christendom en de culturele superioriteit van de Europese beschaving ten opzichte van de cultuur en het animisme van de lokale bevolking. Ze hing een systeem aan dat gebaseerd was op het Amerikaanse systeem van rassenscheiding, met de Ameriko-Liberianen aan de top en de autochtone bevolking van Liberia helemaal onderaan. Aan de andere kant was er ook een geloof in rassengelijkheid, in de zin dat men zich kon opwerken door bekering tot het christendom en scholing.
Het tegengaan van de slavenhandel door de Amerikaanse en Britse marine en de constante concurrentie van de verschillende Europese koloniën zorgde voor langdurige economische problemen voor Liberia. De economie van het land draaide grotendeels op landbouwproducten bedoeld voor de export. Liberia was een belangrijke koffie-exporteur, maar die industrie kreeg vanaf de jaren zeventig van de 19e eeuw te maken met felle concurrentie vanuit Brazilië en ging bijna geheel ten onder. De nationale munt ging in 1907 onderuit en Liberia adopteerde vervolgens de Amerikaanse dollar. De Liberiaanse overheid moest constant geld lenen. De hoge rentetarieven vormde een bedreiging voor de onafhankelijkheid van het land.

## Eerste Wereldoorlog en interbellum (1914-1942)

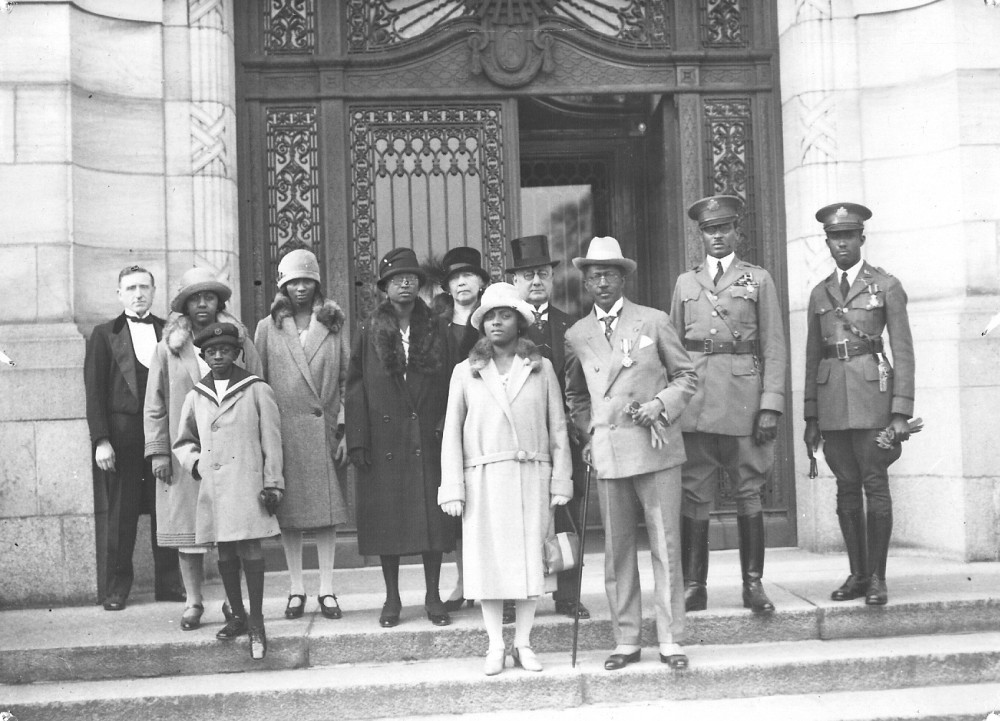
Charles King, de 17e president van Liberia, voor het Vredespaleis in Den Haag (1927)

De Verenigde Staten hadden een lange geschiedenis als het ging om interventies in binnenlandse conflicten. Verschillende keren (in 1821, 1843, 1876, 1910 en 1915) werden er marineschepen gestuurd om te assisteren bij het neerslaan van opstanden door de autochtone bevolking. De Verenigde Staten verloren na 1876 langzaam hun aandacht voor Liberia, maar grepen in 1909 in toen het land dreigde door Groot-Brittannië geannexeerd te worden vanwege de grote schuldenlast. De Amerikanen sloten in 1912 een lening af ter waarde van 1.7 miljoen dollar met een looptijd van 40 jaar. In ruil daarvoor stond de Liberiaanse overheid haar inkomsten tot 1926 aan vier westerse machten, te weten Duitsland, Groot-Brittannië, Frankrijk en de Verenigde Staten. Amerikaanse controle over de grenspolitie leidde tot permanente afspraken over het verloop van de grens tussen Liberia en de Britse kolonie Sierra Leone en een einde aan Franse pogingen om steeds meer grondgebied weg te snoepen. Na de uitbraak van de Eerste Wereldoorlog verklaarde Liberia Duitsland de oorlog en zette alle Duitsers het land uit.
De Liberiaanse overheid gunde het Amerikaanse bedrijf Firestone in 1926 een concessie voor de aanleg van de grootste rubberplantage wereldwijd in Harbel. In de jaren dertig was Liberia opnieuw bijna failliet. Na internationale druk accepteerde ze een hulpplan van de Volkerenbond.
Diezelfde Volkerenbond onderzocht in 1927 beschuldigingen dat de Liberiaanse overheid de lokale bevolking uitbuitte en verkocht als slaven. Het rapport dat in 1930 uitkwam stelde dat Liberia jarenlang "systematisch een beleid van massale intimidatie en onderdrukking had gevoed en aangemoedigd". Als gevolg van het rapport trad president Charles King snel af.

## Tweede Wereldoorlog en de periode daarna (1942-1971)
Liberia ging een bondgenootschap aan met de Verenigde Staten, nadat de Amerikanen in 1941 betrokken waren geraakt in de Tweede Wereldoorlog. Rubber was van strategisch belang voor de VS en haar bondgenoten. Ook werd Liberia gebruikt als bruggenhoofd voor het transport van soldaten en voorraden richting Europa. De Verenigde Staten legden vliegvelden en wegen aan en er werd massaal gebouwd. De Amerikaanse inmenging was een gigantische stimulans voor de Liberiaanse economie. Duizenden Liberianen uit het binnenland vonden werk in de kustregio's. Liberia was rijk aan ijzererts waardoor er veel extra geld binnenkwam. Aan het einde van de oorlog bevonden zich zo'n vijfduizend Amerikaanse militairen in Liberia. Een bovengemiddeld deel van de nieuwe rijkdom kwam terecht bij de Ameriko-Liberianen.
In 1944 werd William Tubman president en hij zou het ambt tot zijn dood in 1971 bekleden. Een van zijn eerste daden was een oorlogsverklaring aan nazi-Duitsland. In de eerste jaren na de oorlog stroomden er investeringen ter waarde van een half miljard dollar het land binnen. In de periode tussen 1962 en 1980 ontving Liberia nog eens voor een bedrag van meer dan een kwart miljard dollar Amerikaanse steun.

## Interne conflicten en burgeroorlogen (1971-heden)

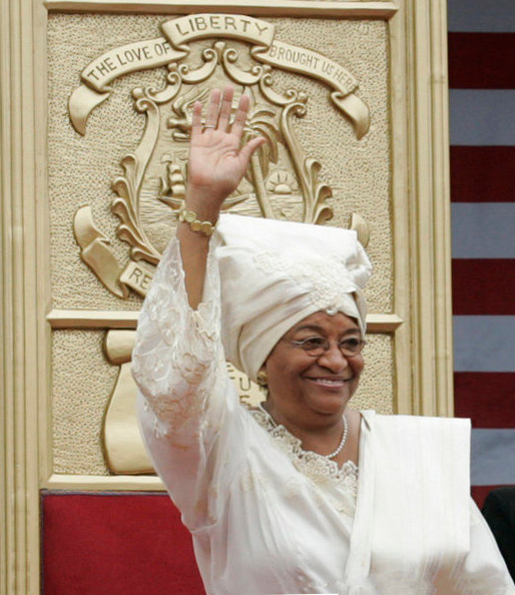
Ellen Johnson-Sirleaf, van 2006 tot 2018 president van Liberia

William Tolbert volgde Tubman op na diens dood. Hij wilde Liberia onafhankelijker maken ten opzichte van de Verenigde Staten. Hij haalde de diplomatieke banden aan met China, de Sovjet-Unie, Cuba en de verschillende oostbloklanden. Tolbert kreeg in zijn eigen land te maken met een groeiende oppositie, omdat de bevolking de oneerlijke verdeling van macht en rijkdom zat begon te worden. In een poging de onvrede onder de bevolking te beteugelen legaliseerde Tolbert een meerpartijenstelsel, maar in 1980 pleegde Samuel Doe een gewelddadige staatsgreep waarbij Tolbert en 27 van zijn medewerkers de dood vonden. De grondwet werd vervolgens buiten werking gesteld. Hierna stortte de economie ineen en viel het land ten prooi aan gewelddadigheden. In 1989 volgde opnieuw een gewelddadige staatsgreep, die Charles Taylor aan de macht bracht en de Eerste Liberiaanse Burgeroorlog ontketende. Een vredesmacht van diverse West-Afrikaanse staten wist de rust in Liberia te herstellen. In 1997 vonden er weer verkiezingen plaats, waarbij Taylor een enorme meerderheid achter zich kreeg.
Maar de rust duurde niet lang. Taylors voormalige vijanden staken al snel weer de kop op. Het ging hier vooral om de Liberians United for Reconciliation and Democracy (LURD) en de Movement for Democracy in Liberia (Model). De spanningen leidden in 1999 tot de Tweede Liberiaanse Burgeroorlog. Begin juli 2003 vond een nieuw offensief tegen de hoofdstad Monrovia plaats, waarop men vredesbesprekingen hield in de Ghanese hoofdstad Accra.
In augustus 2003 werd Taylor vervangen door Moses Zeh Blah, die echter reeds op 14 oktober 2003 werd vervangen door president Charles Gyude Bryant, die een overgangsregering vormde. Vervolgens werd in 2006 Ellen Johnson-Sirleaf tot president gekozen. Zij werd in 2018 weer opgevolgd door oud-voetballer George Weah.
Zes West-Afrikaanse landen, waaronder Liberia, kregen in 2014 te maken met een uitbraak van de dodelijke ziekte ebola. In Liberia kregen bijna tienduizend mensen de ziekte en vielen meer dan vierduizend doden.
Geschiedenis van:
Algerije · Angola · Benin · Botswana · Burkina Faso · Burundi · Centraal-Afrikaanse Republiek · Comoren · Congo-Brazzaville · Congo-Kinshasa · Djibouti · Egypte · Equatoriaal-Guinea · Eritrea · Ethiopië · Gabon · Gambia · Ghana · Guinee-Bissau · Guinee-Conakry · Ivoorkust · Kaapverdië · Kameroen · Kenia · Lesotho · Liberia · Libië · Madagaskar · Malawi · Mali · Marokko · Mauritanië · Mauritius · Mozambique · Namibië · Niger · Nigeria · Oeganda · Rwanda · Sao Tomé en Principe · Senegal · Seychellen · Sierra Leone · Soedan · Somalië · Somaliland · Swaziland · Tanzania · Togo · Tsjaad · Tunesië · Westelijke Sahara · Zambia · Zimbabwe · Zuid-Afrika · Zuid-Soedan
Noord-Afrika · West-Afrika